# Laurentius-Garten

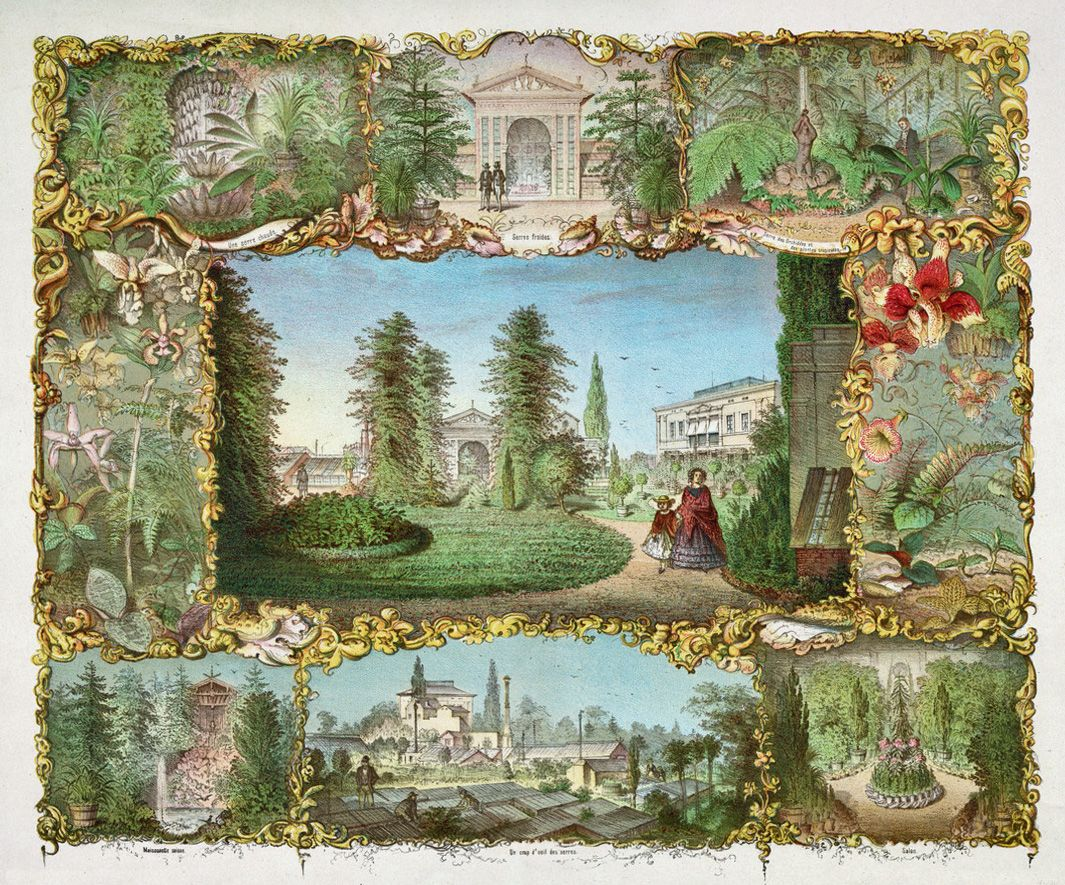
Laurentius-Garten in Leipzig um 1860

Der Laurentius-Garten war eine in der zweiten Hälfte des 19. Jahrhunderts über etwa 25 Jahre von Hermann Laurentius in Leipzig betriebene Gartenanlage.

## Lage und Beschreibung
Der Garten lag an der Südseite der Hohen Straße in der sich um diese Zeit stark entwickelnden Inneren Südvorstadt und reichte gemäß der Kartendarstellung im Einband von Bürger. Gärten. Promenaden bis zur Schletterstraße. Während seines Bestehens führte er gemäß der Leipziger Adressbücher verschiedene Hausnummern.
Der Garten enthielt neben dem Wohnhaus gärtnerische Einrichtungen wie Treibhäuser und Frühbeete, besaß aber auch Partien, die für die Erbauung des Betrachters gedacht waren. Anton Benedikt Reichenbach schrieb in seinem Neuesten Wegweiser durch Leipzig und seine Umgegend der Laurentius-Garten ist
„ein neu angelegter grosser, sehr elegant eingerichteter Garten mit schönen Anlagen, z. B. kleinen Felsenparthien und Bassins usw., besonders aber ausgezeichnet durch eine vorzügliche Sammlung von Nadelgewächsen. Von einer Anhöhe hat man die Aussicht nach Connewitz.“

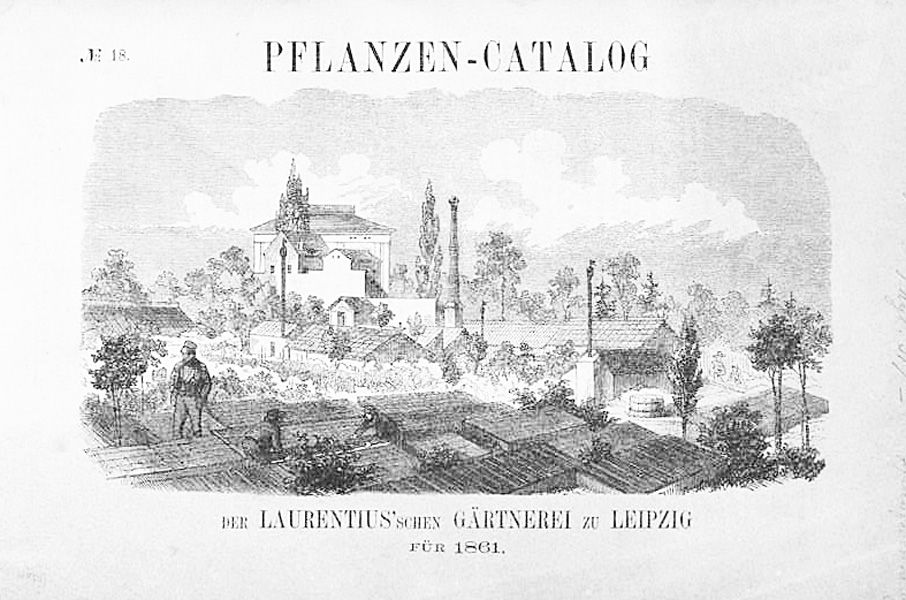
Pflanzen-Katalog 1861

In den Gewächshäusern gab es Springbrunnen, so im Orchideenhaus (im Bild oben rechts) einen von Gian Lorenzo Bernini (1598–1680) inspirierten Tritonbrunnen und im warmen Gewächshaus (Mitte links, serre chaude) eine Muschelfontäne.
Der Garten hatte aber vor allem einen praktischen Nutzen. Es wurden Pflanzen zum Verkauf herangezogen, sodass die Einrichtung auch die Bezeichnung Laurentiussche Gärtnerei trug. Jährlich wurden zum Teil mehrere Angebotskataloge von bis zu 100 Seiten Umfang herausgegeben. Der Handel erfolgte insbesondere auch per Versand. Eine Spezialität der Gärtnerei waren die zu dieser Zeit in Mode kommenden Orchideen.

## Geschichte
Hermann Laurentius wurde am 26. März 1819 in Leipzig geboren. Nach einer erfolglosen verlegerischen Tätigkeit in Zwickau kehrte er 1846 nach Leipzig zurück, wo ihn das Adressbuch bis 1848 als Literat führt, später als Privatmann. Bekannt wurde er mit einem populären Werk zur Sexualhygiene Der persönliche Schutz, von dem zwischen 1847 und 1877 36 Auflagen erschienen. Zusätzlich vertrieb er von 1849 bis 1855 ein obskures französisches Syphilismedikament im Postversand. Beides brachte ihn offenbar finanziell in die Lage, seiner Neigung als Pflanzensammler und Pflanzenkenner nachzugehen und dazu einen entsprechenden Garten zu betreiben. 1852 wurde er Besitzer des Grundstücks Hohe Straße 26. Bereits drei Jahre später erschien Reichenbachs Beschreibung des Gartens.
Obwohl er offenbar umfangreiche und gründliche botanische Kenntnisse besaß, worauf die Qualität der Angebotskataloge schließen lässt, überließ er die Leitung des Gartenbetriebes Obergärtnern, die häufig wechselten und deren Namen bekannt sind.
Zur Pflanzen- und Blumenausstellung 1862 in Karlsruhe erhielt die Gärtnerei mehrere Preise. Ab 1863 gab Laurentius in den Adressbüchern zu seinem Namen „Mitglied mehrerer In- und ausländischer Societäten für Botanik, Agrar- und Horticultur“ an.
Im Frühjahr 1871 erschien der letzte Katalog Nr. 45, und für den Herbst wurde unter Anführung gesundheitliche Gründe die Einstellung des Betriebs und die Versteigerung des gesamten Pflanzenmaterials angekündigt, worüber auch die Illustrirte Zeitung berichtete. Das Grundstück wurde aufgeteilt und verkauft. Hermann Laurentius lebte bis zu seinem Tod am 4. April 1877 weiterhin in der Hohen Straße.